# Arthroleptis lameerei
Arthroleptis lameerei е вид жаба от семейство Arthroleptidae. Видът не е застрашен от изчезване.

## Разпространение
Разпространен е в Ангола, Бурунди и Демократична република Конго.

## Описание
Популацията на вида е стабилна.